# Koszty przerobu
Koszty przerobu – koszty procesu produkcyjnego, obejmujące koszty bezpośrednie wytworzenia (pomniejszone o koszty materiałów bezpośrednich) oraz koszty wydziałowe.

## Charakterystyka kosztów przerobu
Koszty przerobu obejmują dwie główne kategorie: płace bezpośrednie oraz koszty wydziałowe. Płace bezpośrednie to wynagrodzenia pracowników wydziałów produkcyjnych, zależne od wielkości produkcji. Z kolei koszty wydziałowe to koszty pośrednio związane z procesem produkcyjnym, do których zalicza się m.in. amortyzację maszyn produkcyjnych, ogrzewanie pomieszczeń produkcyjnych czy ubezpieczenie hali produkcyjnej.
Koszty płac bezpośrednich można w sposób jasny odnieść na określony wyrób. Poprzez ewidencję wynagrodzeń i rozdzielnik płac możliwe jest ustalenie jaka część wynagrodzeń przypada na określony produkt. Z kolei koszty wydziałowe należy rozliczyć na produkty przy pomocy tak zwanych kluczy rozliczeniowych.

## Kalkulacja kosztu wytworzenia a koszty przerobu
Wycena produkcji gotowej i w toku uzależniona jest od charakteru procesu produkcyjnego. Możliwe są dwie następujące sytuacje:
1. materiały wydawane są sukcesywnie w procesie produkcyjnym,
2. materiały wydawane są w całości w momencie rozpoczęcia produkcji.

W pierwszej sytuacji koszt jednostkowy ustala się według następującego wzoru:
{\displaystyle Kj=K/(P+Ppn\cdot \%przerobu).}
W drugiej sytuacji należy oddzielnie ustalić koszt jednostkowy dla materiałów bezpośrednich i kosztów przerobu. Koszt materiałów bezpośrednich zostanie przeliczony na produkty wytworzone i aktualnie przetwarzane:
{\displaystyle Kjmb=Kmb/P+Ppn.}
Koszty przerobu uwzględniają stopień przetworzenia produkcji w toku:
{\displaystyle Kjp=Kp/P+(Ppn\cdot \%przerobu).}